# Gaby Hoffmann
Gabriella Mary Antonia Hoffmann, nota come Gaby Hoffmann (New York, 8 gennaio 1982), è un'attrice statunitense.

## Biografia
Nata a New York, figlia dell'attrice e scrittrice Viva (nata Janet Susan Mary Hoffmann), apparsa in molti film di Andy Warhol, e dell'attore di soap opera Anthony Herrera, noto per il ruolo di James Stenbeck in Così gira il mondo. Ha una sorella maggiore, Alexandra Auder, nata dalla relazione tra la madre e il regista Michel Auder. È stata cresciuta dalla madre, non essendo il padre una presenza significativa nella sua vita: Gaby infatti lo ha conosciuto solo quando aveva cinque anni.
Dalla sua nascita fino al 1993 ha vissuto con la madre presso il famoso Chelsea Hotel. Madre e figlia hanno lasciato il Chelsea Hotel nel luglio 1993 dopo una disputa di lunga data con la direzione. Si trasferirono in una casa in affitto a Woodland Hills, Los Angeles, che ha finito per essere gravemente danneggiata dal terremoto di Northridge del 1994. Successivamente vissero temporaneamente al The Oceana Suites Hotel a Santa Monica, non troppo distante da Malibù.

### Carriera
Inizia a recitare all'età di quattro anni partecipando a vari spot pubblicitari, all'età di sette anni debutta al cinema ne L'uomo dei sogni, accanto a Kevin Costner, e nella commedia Io e zio Buck con John Candy. Nel giro di pochi anni diventa una delle attrici bambine più richieste degli anni novanta; viene diretta da Nora Ephron in This Is My Life e Insonnia d'amore, recita al fianco di Mel Gibson ne L'uomo senza volto, interpreta Samantha, interpretato in età adulta da Demi Moore, in Amiche per sempre. Inoltre viene diretta da Woody Allen in Tutti dicono I Love You e interpreta la figlia di Tommy Lee Jones in Vulcano - Los Angeles 1997.
A livello televisivo la Hoffmann è stata protagonista della serie televisiva Someone Like Me, incentrata su una giovane ragazza, Gaby, e la sua famiglia disfunzionale. La serie è durata solamente sei episodi. L'idea della serie è nata quando allora produttrice Gail Berman lesse un articolo del New York Times sull'hotel protagonista del libro per bambini Gaby at the Chelsea, scritto da Viva e Jane Lancellotti. Nel 1995, assieme a Shelley Long, recita nel film TV Un pazzo venerdì, remake del film Tutto accadde un venerdì, interpretato nel 1976 da Jodie Foster e Barbara Harris.
Nel 1999 intraprese gli studi presso il Bard College di New York per perseguire una laurea in letteratura. Dal 2001 ha sospeso la sua carriera di attrice per concentrarsi sugli studi, laureandosi nel 2003. Tra il 2003 e il 2007, l'attrice si dedica esclusivamente alla carriera teatrale a New York; ha preso parte alle piéce teatrali 24 Hour Plays, The Sugar Syndrome e Third. È inoltre apparsa nell'opera di Broadway Suburbia, al fianco di Kieran Culkin e Jessica Capshaw al Second Stage Theatre.
Nel 2007 riprende gradualmente la sua carriera cinematografica, dedicandosi principalmente al cinema indipendente. Ha preso parte ai film Perdona e dimentica, di Todd Solondz, e 13 - Se perdi... muori, di Géla Babluani. Ottiene una candidatura agli Independent Spirit Awards 2014 per la sua interpretazione in Crystal Fairy & the Magical Cactus and 2012.

## Filmografia

### Cinema
- L'uomo dei sogni (Field of Dreams), regia di Phil Alden Robinson (1989)
- Io e zio Buck (Uncle Buck), regia di John Hughes (1989)
- This Is My Life, regia di Nora Ephron (1992)
- Insonnia d'amore (Sleepless in Seattle), regia di Nora Ephron (1993)
- L'uomo senza volto (The Man Without a Face), regia di Mel Gibson (1993)
- Amiche per sempre (Now and Then), regia di Lesli Linka Glatter (1995)
- Tutti dicono I Love You (Everyone Says I Love You), regia di Woody Allen (1996)
- Vulcano - Los Angeles 1997 (Volcano), regia di Mick Jackson (1997)
- College femminile (Strike!), regia di Sarah Kernochan (1998)
- Snapped, regia di Jesse Feigelman (1998)
- 200 Cigarettes, regia di Risa Bramon Garcia (1999)
- Coming Soon, regia di Colette Burson (1999)
- Black & White, regia di James Toback (1999)
- Conta su di me (You Can Count on Me), regia di Kenneth Lonergan (2000)
- Fashion Crimes (Perfume), regia di Michael Rymer e Hunter Carson (2000)
- Severed Ways: The Norse Discovery of America, regia di Tony Stone (2007)
- Perdona e dimentica (Life During Wartime), regia di Todd Solondz (2009)
- 13 - Se perdi... muori (13), regia di Géla Babluani (2010)
- Wolfe with an E, regia di David Louis Zuckerman (2011)
- The Surrogate Mary, regia di Nick Nehez (2011)
- Nate and Margaret, regia di Nathan Adloff (2012)
- Crystal Fairy & the Magical Cactus and 2012, regia di Sebastián Silva (2013)
- Burma, regia di Carlos Puga (2013)
- Goodbye World, regia di Denis Hennelly (2013)
- Veronica Mars - Il film (Veronica Mars), regia di Rob Thomas (2014)
- Il bambino che è in me - Obvious Child (Obvious Child), regia di Gillian Robespierre (2014)
- Wild, regia di Jean-Marc Vallée (2014)
- C'mon C'mon, regia di Mike Mills (2021)
- The Mastermind, regia di Kelly Reichardt (2025)
- Springsteen - Liberami dal nulla (Springsteen: Deliver Me From Nowhere), regia di Scott Cooper (2025)

### Televisione
- Someone Like Me – serie TV, 5 episodi (1994)
- Un pazzo venerdì (Freaky Friday) – film TV, regia di Melanie Mayron (1995)
- Amo i miei figli (Whose Daughter Is She?) – film TV, regia di Frank Arnold (1995)
- Law & Order: Criminal Intent – serie TV, 1 episodio (2005)
- The Eastmans – film TV, regia di Jason Ensler (2009)
- Private Practice – serie TV, 1 episodio (2010)
- The Good Wife – serie TV, 1 episodio (2011)
- Homeland - Caccia alla spia – serie TV, 1 episodio (2011)
- Louie – serie TV, 1 episodio (2012)
- Girls – serie TV, 4 episodi (2014)
- Transparent – serie TV, 42 episodi (2014-2019)
- Winning Time - L'ascesa della dinastia dei Lakers (Winning Time: The Rise of the Lakers Dynasty) – serie TV, 14 episodi (2022-2023)
- Eric – miniserie TV, 6 episodi (2024)
- Zero Day – serie TV (2025)

## Riconoscimenti
- Vinto Young Artist Award 1990 – Miglior attrice giovane non protagonista per L'uomo dei sogni
- Candidatura Young Artist Award 1993 – Miglior attrice giovane 10 anni o meno per This Is My Life
- Candidatura Young Artist Award 1994 – Miglior attrice in un film drammatico per L'uomo senza volto
- Candidatura Young Artist Award 1995 – Miglior attrice giovane comica in uno show televisivo per Someone Like Me
- Candidatura Young Artist Award 1996 – Miglior cast giovane per Amiche per sempre
- Candidatura YoungStar Award 1997 – Miglior attrice giovane in un film commedia per Tutti dicono I Love You
- Vinto SXSW Film Festival 2013 – Premio speciale della giuria al miglior cast per Burma
- Candidatura Independent Spirit Awards 2014 – Miglior attrice protagonista per Crystal Fairy & the Magical Cactus and 2012

## Doppiatrici italiane
Nelle versioni in italiano delle opere in cui ha recitato, Gaby Hoffmann è stata doppiata da:
- Perla Liberatori in Insonnia d'amore, Vulcano - Los Angeles 1997, Girls, C'mon C'mon - Cosa vi rende felici?
- Federica De Bortoli in L'uomo dei sogni, Io e zio Buck
- Myriam Catania in Amiche per sempre, Private Practice
- Rossella Acerbo in College Femminile
- Georgia Lepore in 200 Cigarettes
- Monica Vulcano in Black & White
- Patrizia Mottola in Law & Order: Criminal Intent
- Tatiana Dessi in Veronica Mars - Il film
- Benedetta Degli Innocenti in Wild
- Martina Felli in Transparent
- Francesca Fiorentini in Winning Time - L'ascesa della dinastia dei Lakers
- Gaia Bolognesi in Eric
- Chiara Gioncardi in Zero Day